# Coleocentrus heteropus
Coleocentrus heteropus är en stekelart som beskrevs av Thomson 1894. Coleocentrus heteropus ingår i släktet Coleocentrus och familjen brokparasitsteklar. Enligt den finländska rödlistan är arten nationellt utdöd i Finland. Arten är reproducerande i Sverige. Artens livsmiljö är moskogar. Inga underarter finns listade i Catalogue of Life.